# Kōki Sakamoto
Kōki Sakamoto (坂本 功貴?, Sakamoto Kōki; Osaka, 21 agosto 1986) è un ginnasta giapponese vincitore della medaglia d'argento ad Pechino 2008 nel concorso a squadre.

## Palmarès
- Giochi olimpici estivi

Pechino 2008: argento nel concorso a squadre.